# 121.ª División de Inteligencia Aérea
El 121.ª División de Inteligencia del Aire (Luftnachrichten-Abteilung 121 o Ln.Abt.121) unidad perteneciente a la Luftwaffe durante la Segunda Guerra Mundial.

## Historia
Formado el 1 de septiembre de 1941 en Bernau. La unidad fue disuelta en febrero de 1945.

## Orden de Batalla
El 1 de septiembre de 1941 con las siguientes unidades:
- 121.ª División de Inteligencia del Aire de la 1.ª División de Defensa Aérea de Comunicaciones
- 1./121.ª División de Inteligencia del Aire de la 3./1.ª División de Defensa Aérea de Comunicaciones
- 2./121.ª División de Inteligencia del Aire de la 4./1.ª División de Defensa Aérea de Comunicaciones
- 3./121.ª División de Inteligencia del Aire nuevo

Organización del 1 de enero de 1945:
- 121.ª División de Inteligencia del Aire en Bernau, cerca de Berlín
  - 1./121.ª División de Inteligencia del Aire en Berlín (Bunker Zoo) [Personal de la Compañía de Comunicaciones]
  - 2./121.ª División de Inteligencia del Aire en Bernau, cerca de Berlín [Compañía Constructora de Telegrafía]
  - 3./121.ª División de Inteligencia del Aire en Berlín-Charlottenburg [Compañía de Medición de Observaciones de Aeronaves Pesadas]

## Servicios
- 1941/1945: en Berlín: bajo la 1.ª División Antiaérea.

La unidad fue disuelta en febrero de 1945.